# Boley (Oklahoma)
Boley es un pueblo ubicado en el condado de Okfuskee en el estado estadounidense de Oklahoma. En el año 2010 tenía una población de 1184 habitantes y una densidad poblacional de 275,35 personas por km².

## Geografía
Boley se encuentra ubicado en las coordenadas 35°29′34″N 96°28′54″O / 35.49278, -96.48167 (35.492813, -96.481776).

## Demografía
Según la Oficina del Censo en 2000 los ingresos medios por hogar en la localidad eran de $16,042 y los ingresos medios por familia eran $27,500. Los hombres tenían unos ingresos medios de $21,875 frente a los $20,625 para las mujeres. La renta per cápita para la localidad era de $9,304. Alrededor del 40.2% de la población estaban por debajo del umbral de pobreza.